# Cephalispa aberrans
Cephalispa aberrans är en tvåvingeart som beskrevs av Couri, Pont och Penny 2006. Cephalispa aberrans ingår i släktet Cephalispa och familjen husflugor.
Artens utbredningsområde är Madagaskar. Inga underarter finns listade i Catalogue of Life.